# Elizabeth de Badlesmere
Elizabeth de Badlesmere (Badlesmere, 1313 – 8 giugno 1356) sposò in prime nozze Edmund Mortimer, figlio di Ruggero Mortimer, I conte di March e successivamente William de Bohun, I conte di Northampton.

## Le vicende famigliari
Elizabeth nacque a Badlesmere nel Kent nel 1313 da Bartholomew de Badlesmere e da Margaret de Clare, terza di quattro figlie, aveva un solo fratello Giles de Badlesmere, II barone di Badlesmere che morì senza lasciare eredi.
I nonni dal lato materno erano Tommaso de Clare e Juliana FitzGerald.
Il padre di Elizabeth partecipò alla rivolta capitanata da Tommaso Plantageneto e ne divise la sorte venendo ucciso per squartamento il 14 aprile 1322 a seguito del fallimento della loro ribellione a re Edoardo II d'Inghilterra, lei e sua Margaret, insieme agli altri figli, vennero imprigionati presso la Torre di Londra e vennero rilasciati solo nel novembre di quell'anno. L'arresto era avvenuto nel mese di ottobre a causa dell'assalto che Margaret aveva ordinato ai danni della regina Isabella di Francia rifiutandosi di far entrare la sovrana al Castello di Leeds dove il barone deteneva il posto da Governatore.
Nel 1328 il fratello Giles ottenne la restaurazione dei beni e del titolo di famiglia succedendo al padre come II barone di Badlesmere, questi si sposò, ma non ebbe figli e quando morì nel 1338 l'eredità divenne vacante, essa venne quindi divisa fra Elizabeth e le sue altre tre sorelle, ella ebbe proprietà nel Sussex, nel Kent, nell'Oxfordshire e a Londra.

## I due matrimoni e i figli
Elizabeth contrasse le prime nozze quando aveva solo tre anni con Edmund Mortimer, figlio di Ruggero Mortimer, I conte di March di circa undici anni più vecchio di lei. Il contratto di matrimonio venne stipulato il 9 maggio 1316 e se il padre della sposa versò la somma di 2.000£ lo sposo si impegnò a garantirle a vita cinque castelli e il diritto di reversione su diverse terre. Per ovvi motivi il matrimonio non venne consumato che parecchi anni dopo e da esso nacquero due figli:
- Ruggero Mortimer, II conte di March che sposò Philippa Montacute, figlia di William Montacute, I conte di Salisbury e di Catherine Montacute, contessa di Salisbury.
- John Mortimer, che morì giovane.

Il suocero di Elizabeth, Ruggero Mortimer, fu condannato a morte da re Edoardo III d'Inghilterra nel 1330 per aver regnato insieme alla madre del sovrano Isabella di Francia di cui era anche l'amante. Tutti i suoi titoli e le sue proprietà vennero confiscate e quando suo marito Edmund morì il 16 dicembre 1331 lo fece senza aver mai ereditato il titolo di conte. In ogni caso Elizabeth entrò in possesso della propria dote vedovile che prevedeva il possesso di diversi castelli nelle Marche gallesi.
Nel 1335 Elizabeth si sposò di nuovo con William de Bohun, I conte di Northampton (1312-1360), quarto figlio di Humphrey de Bohun, IV conte di Hereford e di Elisabetta d'Inghilterra (1282-1316) tredicesima figlia di Edoardo I d'Inghilterra e di Eleonora di Castiglia.
William era uno stimato militare e diplomatico e il matrimonio venne celebrato per porre termine alle ostilità esistenti fra i Bohun, vicinissimi alla corona e i Mortimer. Per celebrare le nozze venne richiesta una dispensa papale poiché i Bohun erano imparentati alla lontana con i Mortimer in quanto discendenti entrambi da Enguerrand de Fiennes, Signore di Fiennes. Anche da queste seconde nozze Elizabeth ebbe due figli:
- Humphrey di Bohun, VII conte di Hereford che sposò Joan de Bohun, Contessa di Hereford, dalla quale ebbe due figlie Eleanor de Bohun (1366 circa 3 ottobre 1399 e Maria di Bohun futura moglie di Enrico IV d'Inghilterra.
- Elizabeth de Bohun, Contessa di Arundel (1350 circa 3 aprile 1385), fra i cui figli figura Thomas FitzAlan

Nel 1348 infine al figlio Ruggero fu concesso di riassumere il titolo di famiglia divenendo così il II conte di March.

## Morte
Elizabeth morì l'8 giugno 1356 e fu sepolta a Londra.